# Car Seat Headrest
Car Seat Headrest (также часто сокращается до CSH) — американская инди-рок-группа, основанная Уиллом Толедо в Лизбурге, в 2010 году. В состав группы входят фронтмен Уилл Толедо (вокал, гитара, пианино, синтезатор), Эндрю Кац (ударные, перкуссия, бэк-вокал), Итан Айвз (гитара, бас-гитара, бэк-вокал) и Сет Дэлби (бас-гитара).
В период с 2010 по 2014 год Car Seat Headrest существовал как сольный проект Уилла Толедо. За это время он самостоятельно выпустил 12 релизов на музыкальной платформе Bandcamp. В 2015 году, уже как группа, Car Seat Headrest подписали контракт с независимым лейблом Matador Records.

## История

### 2010—2014: Lo-Fi и соло проекты
Уилл Толедо (урожд. Уильям Барнс) основал Car Seat Headrest как сольный проект после окончания школы. Ранее Толедо уже публиковал музыку под псевдонимом Nervous Young Men. После безуспешных попыток завоевать внимание аудитории он решил изменить тактику и попробовать выпустить больше экспериментальных песен анонимно. Название Car Seat Headrest было выбрано, потому что для своих ранних альбомов Уилл записывал вокал на заднем сиденье автомобиля своей семьи для "приватности".
В течение лета 2010 года выходят четыре альбома, названия которых соответствуют порядку их выхода: 1, 2, 3 и 4. Первые два альбома экспериментальные, 3 и 4 звучат как Lo-fi инди-рок. После выпуска нумерованных альбомов Уилл выпустил EP Sunburned Shirts во время обучения на первом семестре в Университете Содружества Вирджинии. Sunburned Shirts позже был частично объединён с альбомом 5 (ныне удалённым из Bandcamp), чтобы создать My Back Is Killing Me Baby, выпущенный в марте 2011 года. Песни из альбома 5, не включенные в My Back Is Killing Me Baby, позже появятся на альбоме Little Pieces of Paper with «No» Written on Them который является сборником Би-сайдов и редких песен.
После трудного и одинокого семестра Толедо перевёлся в Колледж Вильгельма и Марии, где он выпустил свой следующий проект Twin Fantasy, концептуальный альбом, посвящённый гомосексуальным отношениям, в которых он состоял в то время. За Twin Fantasy следуют альбом Monomania и EP Living While Starving, выпущенные в 2012 году.
Примерно в это же время Толедо начал выступать с концертами вместе с сокурсниками Кэти Вуд, Остином Руфом и Кристианом Нортовером, записав и выпустив в июле 2013 года короткий концертный альбом Live at WCWM: Car Seat Headrest в университетской студии. В следующем месяце Толедо выпустил свой следующий проект — двухчасовой двойной альбом под названием Nervous Young Man. Три песни были взяты из его старого проекта Nervous Young Men, но были кардинально переработаны. Название альбома также ссылается на этот проект. Вместе с Nervous Young Man был выпущен альбом-компиляция Disjecta Membra, содержащий невыпущенные и недоделанные песни и доступный для людей, которые заплатили 5 долларов и более.
Последним сольным релизом Толедо стал часовой EP How to Leave Town в 2014 году. Альбом выделяется тяжёлым электронным инструменталом.

### 2015—2017: Matador,Teens of StyleиTeens of Denial
В сентябре 2015 года Толедо объявил на странице Car Seat Headrest в Facebook, что он подписал контракт на выпуск альбома с лейблом Matador Records. Толедо, который недавно выпустился и переехал в Сиэтл, нанял басиста Джейкоба Блума и барабанщика Эндрю Каца через Craigslist для записи своего следующего альбома и гастролей. В октябре 2015 года Car Seat Headrest выпустили сборник Teens of Style, состоящий из перезаписанного материала из сольной дискографии Толедо. Вскоре после выхода альбома Блум покинул группу, чтобы поступить в медицинскую школу, и был заменён Итаном Айвзом, который познакомился с группой у открытого микрофона.
Айвз играл на бас-гитаре на протяжении большинства записей следующего альбома группы, но позже переключился на гитару и другие инструменты, Сет Дэлби занял место басиста. Айвз и Дэлби позже закрепились на этих позициях во время концертов и будущих релизов. Новый альбом Teens of Denial, был выпущен 20 мая 2016 года. Альбом получил всеобщее признание и принёс группе новую волну популярности.
В 2017 году Car Seat Headrest выпустили альтернативный микс своего сингла «War Is Coming (If You Want It)» на Bandcamp, прибыль от которого пошла в Центр прав трансгендеров. Оригинальный микс трека был выпущен десять дней спустя.
13 декабря 2017 года группа выпустила перезаписанную версию «Beach Life-In-Death», второго трека на Twin Fantasy, через Spotify без предварительного анонса. Это вызвало слухи среди фанатов о том, что альбом будет перезаписан и выпущен в следующем году. 27 декабря 2017 года фанаты нашли на Amazon подробное описание перезаписанной версии Twin Fantasy, которое впоследствии было загружено в сабреддит группы. За этим последовало и описание на SRCVinyl.com, появившееся с датой выхода намеченной на 16 февраля 2018.

### 2018—2019:Twin Fantasy (Face to Face)иCommit Yourself Completely
9 января 2018 года лейбл Matador Records официально объявил о выпуске перезаписи Twin Fantasy под названием Twin Fantasy (Face to Face), наряду с переизданием оригинального альбома. Twin Fantasy (Face to Face) был выпущен на лейбле Matador 16 февраля. Оригинал, получивший новое название Twin Fantasy (Mirror to Mirror), был выпущен на виниле в рамках Дня музыкальных магазинов 21 апреля. 15 февраля 2018 года группа выпустила кавер на песню «Fallen Horses» группы Smash Mouth, которая ранее записала кавер на песню «Something Soon» из альбома My Back Is Killing Me Baby. Примерно в то же время Car Seat Headrest начали гастролировать с группой Naked Giants, которые тоже были из Сиэтла. Толедо также спродюсировал и участвовал в записи альбома Midnight Стеф Чуры.
В августе 2018 года, когда Уилла спросили о новом материале, Толедо заявил, что он записывает новый материал и этот материал может удивить фанатов, которые знают Car Seat Headrest только как рок-группу и не знают о старой дискографии. В январе 2019 года Эндрю Кац подтвердил, что группа записывает новую музыку, опубликовав видео в Instagram.
Группа начала экспериментировать с новым материалом на различных концертах в декабре 2018 года, дебютировав треками «Weightlifters», «Hollywood», «Stop Lieing To Me» и «You Know There’s Somebody Out There», за которыми вскоре последовали выступления с «Can’t Cool Me Down» в феврале и марте 2019.
12 июня 2019 года Car Seat Headrest анонсировали новый концертный альбом под названием Commit Yourself Completely, содержащий официальные записи выступлений Twin Fantasy tour 2018 года. Он был выпущен 17 июня 2019.

### 2020—2022:Making a Door Less Open
26 февраля 2020 года Car Seat Headrest анонсировали Making a Door Less Open, свой первый студийный альбом, состоящий из совершенно нового материала со времен альбома Teens of Denial. Это объявление совпало с выходом «Can’t Cool Me Down», первого сингла и второго трека альбома. Дата выхода альбома была намечена на 1 мая 2020 года. Толедо описывал альбом, как содержащий элементы EDM, хип-хопа, футуризма, ду-вопа, соула и рок-н-ролла. В период с марта по апрель того же года для продвижения альбома были выпущены ещё три сингла: «Martin», «Hollywood» и «There Must Be More Than Blood». Релиз также совпал с появлением Трейта, персонажа Уилла Толедо. Голова героя — модифицированный противогаз с мигающими светодиодными лампочками вместо глаз и висячими кроличьими ушами. Первоначально персонаж был создан для сатирического сайд-проекта группы, 1 Trait Danger, в котором Толедо участвовал вместе с барабанщиком Эндрю Кацем.
Making a Door Less Open был выпущен в трех отдельных версиях в разных форматах: винил, CD и на стриминговых платформах, каждая со своей вариацией трек-листа и специфическими музыкальными элементами. Альбом получил неоднозначную реакцию фанатов, которые указали на множество отличий от предыдущих работ группы, но получил общую оценку в 77 баллов на сайте Metacritic.
22 июня 2021 года Car Seat Headrest выпустили два EP: MADLO: Influences, сборник из четырёх каверов, включая одну из песен Кейт Буш «Running Up That Hill», и MADLO: Remixes, состоящий из пяти ремикс-версий треков из альбома Making a Door Less Open.
27 января 2023 года Эндрю Кац опубликовал в своем Instagram сообщение об окончании тура MADLO. В подписи к этой фотографии он намекнул на новый альбом.
В начале июня группа анонсировала создание страницы на Patreon для финансирования нужд группы. На ней участники публикуют прямые трансляции с исполнением песен, "закадровые" фото и различные истории связанные с группой.
30 сентября года Эндрю Кац объявил в своем Instagram что группа находится в процессе записи нового альбома.
18 октября группа анонсировала выход нового концертного альбома Faces from the Masquerade, записанный в Brooklyn Steel во время тура в 2022 году. Альбом вышел 8 декабря 2023 года.

### 2023—настоящее время:The Scholars
Запись нового студийного альбома началась в начале 2023 года в Сиэтле. В июне 2024 года группа впервые за два года выступила в живую в Зоопарке Вудленд-Парк. В октябре Уилл Толедо сообщил подписчикам Patreon, что запись и сведение альбома завершились.
Группа запустила рекламную кампанию альбома 18 февраля 2025 года, изменив дизайн своего официального сайта, который начал походить на "обычный сайт GeoCities из 90-х". Сайт состоял из страниц по учебными предметами, содержавшие в себе задачи и проблемы. Решив загадки, пользователям открывался доступ к отрывку одной из грядущих песен с альбома. Новые паззлы и загадк появлялись регулярно. Головоломкам пришел конец 28 февраля, когда в разделе "Компьютерная лаборатория" были предоставлены обложка нового альбома The Scholars, тексты песен и аудио-файл сингла "Gethsemane". 4 марта 2025 года сингл "Gethsemane" вышел в цифровом формате, после его премьеры на BBC Radio 6.

## Стиль и влияние
Марк Деминг из AllMusic, писал, что «Car Seat Headrest создали угрюмые и интроспективные мелодии в стиле лоуфай-поп, которые мелодичны, но в то же время структурно амбициозны». Джереми Гордон из Pitchfork отметил, что в Teens of Denial «Уилл Толедо подтверждает, что он впереди всех, как изобретательный автор-исполнитель, способный создавать динамичный инди-рок».
Музыканты, которые оказали влияние на Уилла Толедо это Radiohead, The Beatles, The Beach Boys, Леонард Коэн, Дэвид Боуи, The Monkees, R.E.M., Nirvana, Green Day, The Who, Pavement, Кендрик Ламар, Дэниел Джонстон, Суфьян Стивенс, Destroyer, и They Might Be Giants.

## Участники группы
Текущий состав
- Уилл Толедо — вокал, гитара, клавишные (2010 — настоящее время), ударные, бас-гитара (2010—2015)
- Итан Айвз — гитара, бэк-вокал (2016-настоящее время), бас-гитара (2015—2016)
- Эндрю Кац — ударные, бэк-вокал (2014 — настоящее время)
- Сет Дэлби — бас-гитара (2016 — настоящее время; в туре 2011—2012)

Концертный состав
- Грант Маллен — гитара, бэк-вокал (2016, 2018—2019)
- Джанни Айелло — гитара, клавишные, бэк-вокал (2016, 2018—2019)
- Генри ЛаВалли — перкуссия (2016, 2018—2019)
- Бен Рот — клавишные (2022 — настоящее время)

Бывшие участники
- Кэти Вуд — гитара, бэк-вокал (2012—2014)
- Остин Руф — бас-гитара, бэк-вокал, виолончель (2012—2014)
- Кристиан Нортовер — ударные (2012—2014)
- Уилл Марш — гитара, ударные (2011—2012)
- Джейкоб Блум — бас-гитара (2014—2015)
- Нора Найт — гитара, ударные, бэк-вокал (2011—2012)

## Дискография
Студийные альбомы
- 1 (2010)
- 2 (2010)
- 3 (2010)
- 4 (2010)
- My Back is Killing Me Baby (2011)
- Twin Fantasy (2011)
- Monomania (2012)
- Nervous Young Man (2013)
- Teens of Style (2015)
- Teens of Denial (2016)
- Twin Fantasy (Face to Face) (2018)
- Making a Door Less Open (2020)
- The Scholars (2025)

Мини-альбомы
- Sunburned Shirts (2010)
- Living While Starving (2012)
- How to Leave Town (2014)
- MADLO: Influences (2021)
- MADLO: Remixes (2021)

Концертные альбомы
- Commit Yourself Completely (2019)
- Faces From The Masquerade (2023)